# Estreito de Johnstone

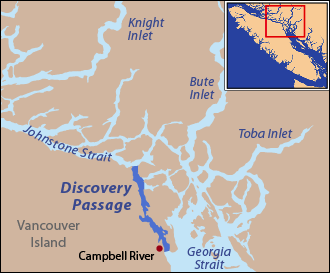
Localização do estreito de Johnstone, a norte da Passagem Discovery

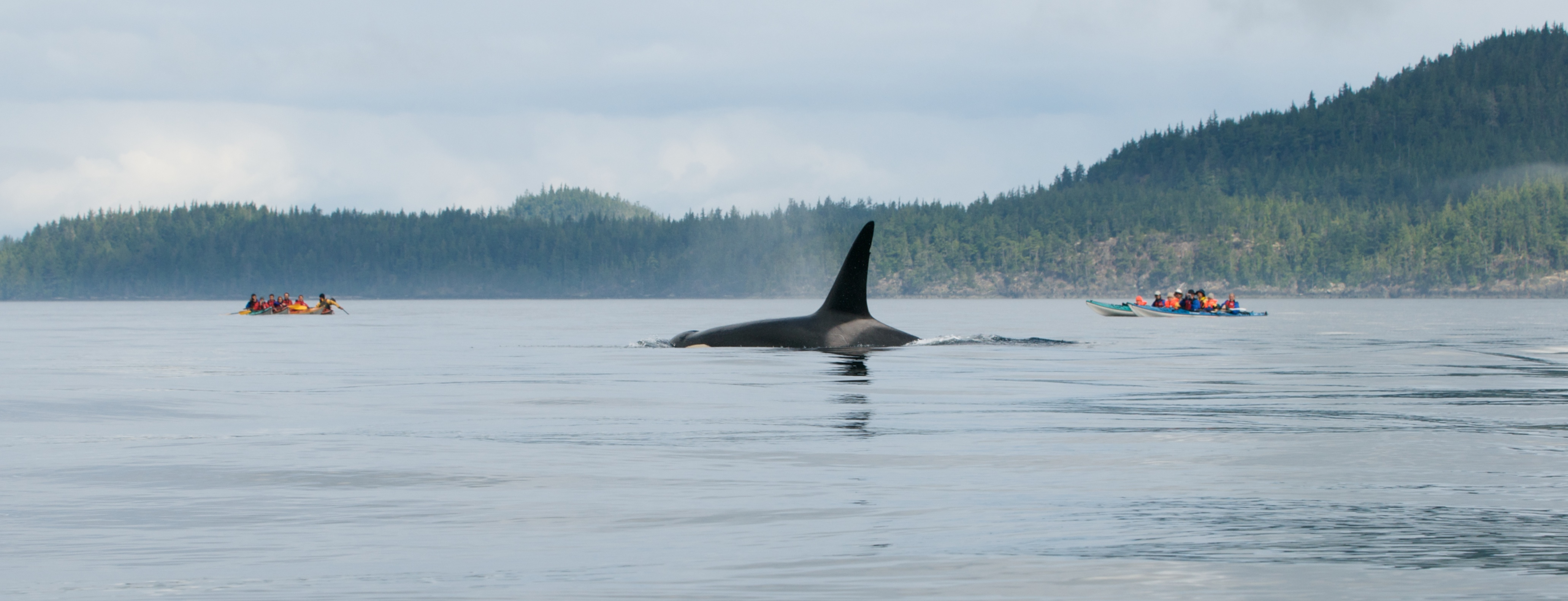
O estreito de Johnstone é habitado por muitas orcas.

Oestreito de Johnstone (em inglês:  Johnstone Strait) é um estreito com cerca de  110 km de comprimento situado ao longo da costa nordeste da ilha de Vancouver, na Colúmbia Britânica, sudeste do Canadá. Frente à costa da ilha de Vancouver, de norte para sul, situam-se a ilha Hanson, a ilha West Cracroft, a Colúmbia Britânica continental, a ilha Hardwick, a ilha West Thurlow e a ilha East Thurlow. Nesse ponto, o estreito encontra-se com a passagem Discovery, que o liga ao estreito de Geórgia.
O estreito tem entre 2,5 km e 5 km de largura. É um importante canal de navegação na costa ocidental da América do Norte, e o preferido para navios vindos do estreito de Geórgia que se dirijam para o norte da ilha de Vancouver, ao longo do estreito da Rainha Carlota, Prince Rupert, ilhas da Rainha Carlota, Alasca e oceano Pacífico, e também para o Porto de Vancouver.
O estreito é habitado por cerca de 150 orcas durante os meses de verão, muitas vezes avistadas.
O estreito recebeu o seu nome dado por George Vancouver em homenagem a James Johnstone, mestre do navio Chatham. Em 1792, a sua equipa topográfica descobriu que a ilha de Vancouver era mesmo uma ilha.:271
Não há cidades ao longo deste estreito.  Telegraph Cove e Robson Bight, na ilha de Vancouver ficam próximas, mas fora já do estreito.